# Online közvélemény-kutatás
Az online közvélemény-kutatás olyan adatgyűjtési módszer, amelynek során az interneten elhelyezett kérdőívekről a célcsoport tagjait e-mailen kérdezik meg. Ezt az interneten helyezzük el, és a megkérdezetteket e-mailben hívjuk meg. A válaszadás gyakran egyetlen egérkattintással történik.  

## Alkalmazása
Online adatfelvételt csak abban az esetben érdemes alkalmazni, ha a célcsoport tagjainak több mint a fele rendelkezik internet hozzáféréssel. Amennyiben ez a feltétel teljesül, az online felmérés hatékonyan kiválthatja a telefonos és a személyes adatfelvétel módszereit.
Mivel a kérdező ebben az eljárásban nem találkozik közvetlenül a megkérdezettel, ezért nagyon gondosan kell megfogalmazni a kérdéseket. Nem tanácsos nagy számban alkalmazni a kifejtős kérdésfajtákat, mert ezzel elveszítjük ezen módszer legnagyobb előnyét, a gyors feldolgozhatóságot. 
Fontos, hogy az online kérdőív tartalmazzon minden lényeges kérdést, amire a mintavétel során kíváncsiak vagyunk, de ne essünk abba a hibába, hogy kérdőívünket ezen okból kifolyólag túlságosan nagyra hizlaljuk, mert a válaszadás kontrollálatlanságából adódóan a megkérdezettek könnyen "kiugorhatnak" a felmérésből, ha számukra az terhessé vagy unalmassá válik.
A kérdőívben ne alkalmazzunk nagyméretű képeket, mert a kitöltéskor ez az alacsonyabb sebességű hálózatokon jelentős lassulást okozhat, ami szintén kedvét szegheti a felmérésben résztvevőknek.

## Előnyei
- A beérkezett adatok feldolgozása gyorsan elvégezhető.
- Könnyen és gyorsan elkészíthetők az elemzéshez szükséges statisztikai számítások. (pl. variancia analízis)
- Olcsó, mivel nem igényel nyomtatást, postázást és extra munkaerőt az adatok feldolgozásához.
- Olyan rétegeket is el tudunk érni vele, amelynek megközelítése a hagyományos módszerekkel nehézkes lenne.

## Hátrányai
- Mivel ma Magyarországon az internet hozzáférések aránya nem éri el a lakosság 80%-át, ezért nem lehet a teljes lakosságra vonatkozó reprezentatív felmérést készíteni.
- A kitöltés során igen alacsony a kontroll a megkérdezetteken, ezért helytelenül feltett kérdésekkel a válaszadók véleménye könnyen félreértelmezhető.